# Felix Nachbagauer
Felix Nachbagauer (* 4. März 2004) ist ein österreichischer Fußballspieler.

## Karriere
Nachbagauer begann seine Karriere beim 1. FCU Stein. Im September 2015 wechselte er in die Jugend des SK Rapid Wien, bei dem er ab der Saison 2018/19 auch in der Akademie sämtliche Altersstufen durchlief. Im September 2021 debütierte der Angreifer bei seinem Kaderdebüt für die zweite Mannschaft der Wiener in der 2. Liga, als er am siebten Spieltag der Saison 2021/22 gegen den FC Liefering in der 74. Minute für Dalibor Velimirovic eingewechselt wurde.
Nach fünf Zweitligaeinsätzen für Rapid II wechselte er im Jänner 2023 leihweise zum Regionalligisten Kremser SC. In eineinhalb Jahren in Krems kam er zu 36 Einsätzen in der Regionalliga, in denen er sechsmal traf. Zur Saison 2024/25 wurde er an den Zweitligisten SV Horn weiterverliehen. Während der Leihe kam er zu neun Zweitligaeinsätzen für Horn, das aber zu Saisonende aus der 2. Liga abstieg.
Zur Saison 2025/26 wechselte Nachbagauer anschließend zurück zu Regionalligist Krems.